# Tonynuten
Der Tonynuten ist ein 2287 m hoher Nunatak im ostantarktischen Königin-Maud-Land. In der Sør Rondane ragt er 3 km südsüdwestlich des Van Autenboerfjellet und östlich des Tussebreen auf.
Wissenschaftler des Norwegischen Polarinstituts benannten ihn 1988. Namensgeber ist der belgische Geologe Tony Van Autenboer, Teilnehmer an drei belgischen Antarktisexpeditionen zwischen 1957 und 1961 sowie Leiter einer belgisch-niederländischen Antarktisexpedition Mitte der 1960er Jahre.